# Allochton
Allochton - masy skalne przemieszczone poziomo na dużą odległość od miejsca swego powstania, i oderwane od swoich korzeni.
W praktyce pojęcie to dotyczy płaszczowiny, ale stosuje się je również w przypadku, gdy poszczególnych płaszczowin nie można wyróżnić, lub tam, gdzie występują w stanie szczątkowym.